# 約訥河
约讷河（法語：Yonne，法語發音：[jɔn] ⓘ）是法國的河流，屬於塞纳河的左支流，河道全長292公里，流域面積10,887平方公里，流經勃艮第和法蘭西島，平均流量每秒95立方米，河口處在蒙特罗福特约讷。

## 外部連結
- http://www.geoportail.fr （页面存档备份，存于）
- The Yonne at the Sandre database